# Llista de cràters de Deimos
En aquest article només es mostra els noms oficials aprovats per la Unió Astronòmica Internacional (UAI).
Aquesta és una llista de cràters amb nom de Deimos, un satèl·lit natural de Mart descobert el 1877 per l'astrònom Asaph Hall (1829-1907).
El 2019, els 2 cràters amb nom de Deimos representaven el 0,03% dels 5475 cràters amb nom del Sistema Solar. Altres cossos amb cràters amb nom són Amaltea (2), Ariel (17), Cal·listo (142), Caront (6), Ceres (115), Dàctil (2), Dione (73), Encèlad (53), Epimeteu (2), Eros (37), Europa (41), Febe (24), Fobos (17), Ganímedes (132), Gaspra (31), Hiperió (4), Ida (21), Itokawa (10), Janus (4), Japet (58), Lluna (1624), Lutècia (19), Mart (1124), Mathilde (23), Mercuri (402), Mimas (35), Miranda (7), Oberó (9), Plutó (5), Proteu (1), Puck (3), Rea (128), Šteins (23), Tebe (1), Terra (190), Tetis (50), Tità (11), Titània (15), Tritó (9), Umbriel (13), Venus (900), i Vesta (90).

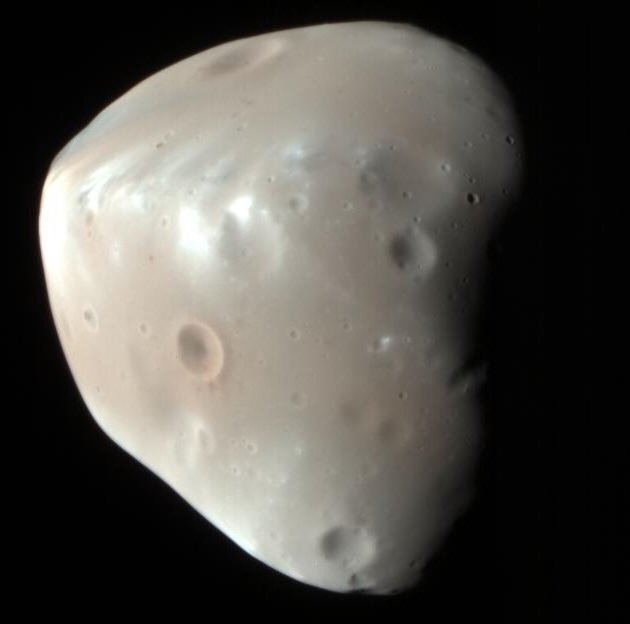
Imatge de Deimos, 2009
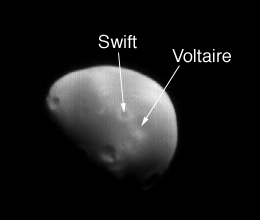
Situació dels cràters Swift (1 km) i Voltaire (2,1 km)

Deimos està compost per roca rica en carboni (condrita carbonatada) i gel. La superfície és plena de cràters d'impacte, però no tan profunds com els de Fobos, a causa que alguns cràters s'han omplert de regòlit.

## Llista
Els cràters de Deimos porten els noms d'escriptors morts que van escriure sobre satèl·lits marcians.
La latitud i la longitud es donen com a coordenades planetogràfiques amb longitud oest (+ Oest; 0-360).
| Cràter   | Coordenades                            | Diàmetre (km) | Epònim                                                        | Ref.  |
| -------- | -------------------------------------- | ------------- | ------------------------------------------------------------- | ----- |
| Swift    | 12° 30′ N, 358° 12′ O / 12.5°N,358.2°O | 1,0           | Jonathan Swift (1667-1745), escriptor britànic                | WGPSN |
| Voltaire | 22° 00′ S, 3° 30′ O / 22°S,3.5°O       | 2,1           | François-Marie Arouet Voltaire (1694-1778), escriptor francès | WGPSN |